# Quello che sei
Quello che sei è il settimo album del gruppo punk italiano Punkreas, pubblicato da Atomo Dischi nel febbraio 2005.
In allegato alle prime 15 000 copie vendute è stato distribuito un DVD omaggio intitolato La grande truffa della marijuana.

## Tracce
1. American Dream – 3:59
2. Satanasso – 3:43
3. Un momento migliore – 3:32
4. L'uomo con le branchie – 3:26
5. Prima fila – 3:24
6. Questa è la storia – 3:19
7. Fratello poliziotto – 3:27
8. Bastardi – 3:40
9. Tutto vero – 3:08
10. Chirurgo plastico – 4:20
11. Vietato – 5:35

## Commento
Musicalmente il disco è più simile ai primi della band piuttosto che a Falso, che si era distinto per l'introduzione di ritmiche funk. I testi sono molto aggressivi, in particolare per quanto riguarda American Dream e Fratello poliziotto, che deridono rispettivamente il sogno americano e la polizia, senza risparmio di volgarità. L'album avrebbe dovuto contenere una dodicesima traccia: Ma che bel mondo è, cover di What a Wonderful World di Louis Armstrong, esclusa poiché la casa editrice detentrice dei diritti d'autore della canzone non ne ha concesso la pubblicazione.

## Formazione
- Cippa - voce
- Noyse - chitarra
- Flaco - chitarra
- Paletta - basso e cori
- Gagno - batteria